# K7 (Sänger)
K7 (* 25. August 1969 in New York City; eigentlich Louis Ramon Sharpe) ist ein amerikanischer Sänger, Rapper und Songwriter, der auch unter dem Namen Kayel bekannt ist.

## Werdegang
Louis Ramon Sharpe, der durch Afrika Bambaataa und die Cold Crush Brothers inspiriert wurde, ist ein Vertreter des Freestyle. Zwischen 1985 und 1992 war er Mitglied bei TKA, einem Latin-Hip-Hop-Trio. Anschließend begann der New Yorker seine Solokarriere als K7 und veröffentlichte 1993 das Debütalbum Swing Batta Swing mit einer Mischung aus Rap, Dancehall und Dance. Eine Hälfte der Platte bietet gesungene, die anderen gerappte Lieder.
Die erste Auskopplung Come Baby Come avancierte zum internationalen Hit. Der Track erreichte Position 3 der UK-Charts, Platz 18 in den Billboard Hot 100 sowie die Top 30 in Deutschland, Österreich und der Schweiz. Der Nachfolger Zunga Zeng stieg im März 1994, wie auch Move It Like This ein gutes Jahr später, in die amerikanische Hitparade ein. Weitere Charterfolge blieben aus.
2001 kehrte Sharpe für das Album Forever zu TKA zurück. 2002 kam das K7-Album Love, Sex, Money in die Läden. Erst 2009 erschien mit The King’s Agenda ein weiterer K7-Longplayer.

## Diskografie

### Alben
- 1993: Swing Batta Swing
- 2002: Love, Sex, Money
- 2009: The King’s Agenda

### Singles
- 1993: Come Baby Come
- 1993: Zunga Zeng (mit The Swing Kids)
- 1994: Hi De Ho (mit The Swing Kids)
- 1994: Move It Like This
- 1994: Body Rock
- 1999: Voulez Vous (mit Ty Bless)